# W biały dzień (film 1980)
W biały dzień – polski film historyczny z 1980 roku na podstawie powieści Zwierzęta zostały opłacone Władysława Terleckiego. Historia została zainspirowana sprawą Stanisława Brzozowskiego.

## Fabuła
Warszawa, rok 1905. 20-letni „Biały” jest członkiem organizacji podziemnej, gdzie wykonuje wyroki śmierci. Kiedy zabija oficera carskiej policji, zostaje aresztowany. Nagle zostaje wypuszczony. Podejrzewa, że to prowokacja mająca na celu doprowadzić policję do organizacji. Nawiązuje kontakt z Ewą, żoną jednego z szefów organizacji, która bagatelizuje jego podejrzenia. „Biały” ma wykonać kolejny wyrok. Tym razem jego celem jest „Korab”, pisarz i filozof, podejrzany o współpracę z tajną policją. Wyrok ma być wykonany po procesie przed trybunałem obywatelskim w Krakowie. Ale ma wątpliwości co do winy.
Film był kręcony m.in. na ul. Piramowicza w Łodzi.

## Obsada
- Michał Bajor − Paweł Świętorzecki „Biały”
- Krystyna Janda − Ewa, kochanka „Białego”
- Gustaw Holoubek − sędzia śledczy
- Krzysztof Kolberger − Radziejowicz
- Władysław Kowalski − sekretarz sądu
- Jan Nowicki − adwokat, mąż Ewy
- Jerzy Radziwiłowicz − „Korab”
- Jerzy Trela − malarz, przyjaciel „Koraba”
- Zbigniew Zapasiewicz − „Siwy”
- Andrzej Żarnecki − Wroński
- Ryszard Radwański − student zabity na stacji
- Andrzej Brzeski − ksiądz w drukarni
- Andrzej Szalawski − przewodniczący składu sędziowskiego podczas procesu „Koraba”
- Juliusz Machulski − kinooperator
- Karol Podgórski